# Divize A 1971/1972
V soubojích 7. ročníku České divize A 1971/72 se utkalo 14 týmů dvoukolovým systémem podzim – jaro. Tento ročník začal v srpnu 1971 a skončil v červnu 1972.

## Nové týmy v sezoně 1971/72
Z 3. ligy – sk. A 1970/71 sestoupila do Divize A mužstva TJ Rudá hvězda Cheb a VTJ Dukla Tábor „B“. Z krajských přeborů ročníku 1970/71 postoupilo vítězné mužstvo TJ Lokomotiva Cheb ze Západočeského krajského přeboru.

## Výsledná tabulka
Zdroj: 
| Poř. | Tým                         | Z  | V  | R | P  | VG | OG | B  |
| ---- | --------------------------- | -- | -- | - | -- | -- | -- | -- |
| 1.   | TJ Baník Sokolov            | 26 | 17 | 4 | 5  | 61 | 29 | 38 |
| 2.   | VTJ Dukla Tachov            | 26 | 13 | 6 | 7  | 32 | 19 | 32 |
| 3.   | TJ ČZ Strakonice            | 26 | 13 | 6 | 7  | 43 | 32 | 32 |
| 4.   | TJ Lokomotiva Plzeň         | 26 | 12 | 5 | 9  | 28 | 26 | 29 |
| 5.   | TJ KŽ Králův Dvůr           | 26 | 11 | 7 | 8  | 38 | 37 | 29 |
| 6.   | TJ Lokomotiva Cheb          | 26 | 12 | 4 | 10 | 28 | 29 | 28 |
| 7.   | SK Mariánské Lázně          | 26 | 10 | 6 | 10 | 34 | 36 | 26 |
| 8.   | TJ ČSAD Plzeň               | 26 | 9  | 8 | 9  | 25 | 27 | 26 |
| 9.   | TJ Rudá hvězda Cheb         | 26 | 8  | 9 | 9  | 40 | 23 | 25 |
| 10.  | VTJ Dukla Jindřichův Hradec | 26 | 10 | 5 | 11 | 41 | 38 | 25 |
| 11.  | VTJ Dukla Písek             | 26 | 9  | 7 | 10 | 24 | 26 | 25 |
| 12.  | VTJ Dukla Tábor „B“         | 26 | 9  | 6 | 11 | 39 | 38 | 24 |
| 13.  | TJ Jiskra Domažlice         | 26 | 6  | 3 | 17 | 28 | 71 | 15 |
| 14.  | TJ Cementárny Beroun        | 26 | 2  | 6 | 18 | 38 | 68 | 10 |

Poznámky:
- Z = Odehrané zápasy; V = Vítězství; R = Remízy; P = Prohry; VG = Vstřelené góly; OG = Obdržené góly; B = Body

|  | Postup do 3. ligy – sk. A 1972/73                |
|  | Sestup do příslušného oblastního přeboru 1972/73 |